# Richard V. Heermance
Richard V. Heermance, auch Richard Heermance (* 21. Februar 1910 in New York City, New York; † 10. Januar 1971 in Los Angeles, Kalifornien), war ein US-amerikanischer Filmproduzent und Filmeditor. Er produzierte rund 20 Filme und war an über 50 Filmen am Schnitt beteiligt.

## Leben und Wirken
Geboren 1910 in New York City als Sohn von Clayton Johnson Heermance und Caroline Collyer, verdiente sich Richard Heermance 1944 als Editor bei kleineren Filmproduktionen des Regisseurs Allan Dwan seine ersten Sporen, mit Filmen wie Up in Mabel’s Room, Abroad with Two Yanks oder Hilfe, ich bin Millionär (1945) (noch unter dem Namen Richard Heermance). In den 1950er Jahren waren dann auch teurere Produktionen wie Anthony Manns Western Der Mann aus dem Westen mit Gary Cooper dabei. In den 1960er Jahren lieferte er den Schnitt für John Berrys Abenteuerfilm Gefahr im Tal der Tiger mit Clint Walker und für James Neilsons Western Heiße Colts in harten Fäusten mit Robert Taylor und Chad Everett.
Zu Beginn der 1950er Jahre stieg er selbst als Filmproduzent bei Allied Artists ein, um Low Budget Produktionen und kleinere B-Movies zu betreuen. So entstanden einige kleine unabhängige Produktionen mit namhafter Besetzung, wie der Western Wichita mit Joel McCrea (1955), Planet des Grauens (1956) mit Hugh Marlowe, Nancy Gates und Rod Taylor oder der Kriminalfilm Tod in kleinen Dosen (1957) mit Peter Graves und Chuck Connors.
Von 1960 an arbeitete er daneben auch verstärkt als Editor an Fernsehproduktionen, unter anderem für die Serie Gauner gegen Gauner mit David Niven und Charles Boyer und noch kurz vor seinem Tod an der Serie Twen-Police (vier Folgen, 1970–1971).
Richard V. Heermance verstarb am 10. Januar 1971 in Los Angeles im Alter von 60 Jahren. Sein älterer Bruder war der US-amerikanische Schauspieler und Fernsehmoderator Bud Collyer, der 1908 als Clayton Johnson Heermance Jr. geboren wurde und 1969 in Greenwich im Bundesstaat Connecticut starb.

## Filmografie (Auswahl)

### Als Filmeditor
- 1941: Cheers for Miss Bishop (Sound Department)
- 1944: Up in Mabel’s Room
- 1945: Hilfe, ich bin Millionär (Brewster’s Millions)
- 1946: Banditen ohne Maske (Abilene Town)
- 1946: Der Todesreifen (Suspense)
- 1947: Ein Leben wie ein Millionär (It Happened on 5th Avenue)
- 1947: Charlie Chan – Der chinesische Ring (The Chinese Ring)
- 1948: Abenteuer im Wilden Westen (The Dude Goes West)
- 1948: The Babe Ruth Story
- 1948: Der Rächer von Texas (Panhandle)
- 1949: Rotes Licht (Red Light)
- 1949: Bomba und der schwarze Panther (Bomba on Panther Island)
- 1949: Weiße Banditen (Stampede)
- 1949: Die Goldräuber von Tombstone (Bad Men of Tombstone)
- 1950: Bomba und der tote Vulkan (The Lost Volcano)
- 1950: Der Gangsterboß von Rocket City (The Underworld Story)
- 1951: Flight to Mars
- 1951: Reiter gegen Sitting Bull (Cavalry Scout)
- 1951: Trommeln im tiefen Süden (Drums in the Deep South)
- 1958: Der Mann aus dem Westen (Man of the West)
- 1958: Die Letzten der 2. Schwadron (Fort Massacre)
- 1959: Kampf ohne Gnade (Cast a Long Shadow)
- 1959: Drauf und dran (The Gunfight at Dodge City)
- 1959: Das tödliche Netz (The Man in the Net)
- 1966: Gefahr im Tal der Tiger (Maya)
- 1967: Heiße Colts in harten Fäusten (Return of the Gunfighter)
- 1969: Kenner

### Als Filmproduzent
- 1953: Geheimkommando Afrika (The Royal African Rifles)
- 1955: Wichita
- 1956: Die Schlucht des Grauens (Canyon River)
- 1956: Gangsterbrut (The Young Guns)
- 1956: Planet des Grauens (World Without End)
- 1957: Tod in kleinen Dosen (Death in Small Doses)